# ساتوشی میکی
ساتوشی میکی (انگلیسی: Satoshi Miki؛ زادهٔ ۹ اوت ۱۹۶۱) فیلم‌نامه‌نویس، و کارگردان فیلم اهل ژاپن است.